# Transports en commun de Carcassonne
RTCA (Régie des Transports de Carcassonne Agglo) est la marque commerciale du réseau de transports en commun français de Carcassonne Agglo dans le département de l'Aude.

## Historique

### Tramways à Vapeur de l'Aude (TVA)
La compagnie des Tramways à Vapeur de l'Aude (TVA) exploitait un réseau dans le département entre 1901 et 1933. Ce réseau se composait de plusieurs lignes à voie métrique développées notamment au départ de Carcassonne.
- Carcassonne ↔ Lézignan (ouverte entre 1901 et 1910, d'une longueur de 65 km)
- Carcassonne ↔ Lastours (ouverte le 15 juin 1903, d'une longueur de 11,6 km)

Des jonctions étaient mises en place à la Gare de Carcassonne avec le réseau de la Compagnie des chemins de fer du Midi pour les lignes de Bordeaux-Saint-Jean à Sète-Ville, et de Carcassonne à Rivesaltes.
Ces lignes de tramway ont été retirées du paysage audois lorsque la compagnie des Tramways à Vapeur de l'Aude a déposé le bilan.

### Transports urbains à Carcassonne
Avant la création de la Communauté d'Agglomération du Carcassonnais le 14 novembre 2001, le service de transports urbains était assuré par la commune de Carcassonne.

#### Évolution du logo

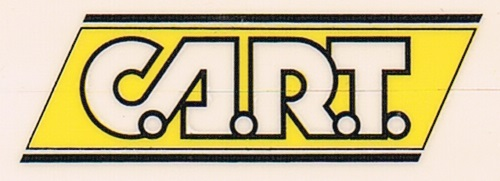
Le premier logo du réseau de Carcassonne, qui n'était qu'un service municipal.
Création de la Communauté d'Agglomération du Carcassonnais le 14 novembre 2001, avec prise en charge de la compétence "transport".
Logo du réseau à la suite de la nouvelle charte graphique du 8 avril 2011, pour les 10 ans de l'agglomération.
Logo actuel depuis le passage en EPIC du réseau, en 2015, en doublon avec le logo de l'agglomération.

### Agglo'Bus
À la suite de la création de la communauté d'agglomération du Carcassonnais, les transports urbains deviennent Agglo'Bus. De nouveaux bus sont livrés et dotés d'un nouvel habillage. Certaines lignes changent de numérotation et d'autres vers Trèbes, Pennautier et Villemoustaussou sont créées. Est instauré aussi un service de transport à la demande (TAD) pour les quartiers de Carcassonne non desservis par les lignes régulières et l'ensemble des communes de l'agglomération.
En 2008, une importante restructuration du réseau urbain de transports a lieu. Quelques lignes disparaissent ou sont fusionnées avec d'autres existantes. Deux nouvelles lignes font leur apparition (1bis et 3bis).

### Carcassonne Agglo Transport
À partir de septembre 2011, la communauté d'agglomération du Carcassonnais étant devenue Carcassonne Agglo, Agglo'Bus change de nom pour devenir Carcassonne Agglo Transport. Cependant, ce changement de nom n'apporte aucun bouleversement au réseau de transport.
À la rentrée scolaire 2012-2013, à l’occasion du transfert par le Conseil Général de l'Aude à la communauté d'agglomération de Carcassonne Agglo de la compétence Transports scolaires, les transports scolaires sont associées, entièrement ou partiellement, au réseau de transports en commun et à la tarification de la communauté d'agglomération.
Avec l'ouverture du conservatoire intercommunal et du pôle santé, des navettes sont créées vers le centre-ville. En mai 2014, la navette du pôle santé devient une ligne régulière avec l'ouverture du nouvel hôpital.

### RTCA (Régie des Transports de Carcassonne Agglo)
À partir de 30 octobre 2015, la régie de transport de la communauté d'agglomération du Carcassonnais, devient une EPIC, après délibération du conseil communautaire. Carcassonne Agglo Transport adopte un nouveau nom pour devenir RTCA (Régie des Transports de Carcassonne Agglo). Le 1er septembre 2016, le réseau urbain évolue avec la dessert des communes de Villegailhenc avec la ligne 3 et de Berriac avec la ligne 5. Ce jour-là, 12 nouvelles lignes interurbaines (de A à L) sont mis en place pour desservir l’ensemble des 73 communes de l'agglomération de Carcassonne. Ces 12 lignes seront gérées par la RTCA, mais sont effectuées par un Groupement Momentané
d’Entreprises de 4 transporteurs privées (Teissier, Couchouron, Vidal et Capdeville), à la suite d'un appel d'offres. Le lundi 2 septembre 2024, la RTCA lance la ligne M sur le réseau non urbain en complément de la ligne régionale 401. Elle est gérée et effectuée actuellement par la RTCA.

## Organisation administrative et technique
Ce réseau est exploité en EPIC.

## Lignes du réseau
La RTCA gère :
- 10 lignes urbaines (2 lignes structurantes + 6 lignes de proximité + 2 lignes ciculant les dimanches préfectoraux)
- 13 lignes interurbaines
- 1 navette aéroport
- 1 navette pour la Cité Médiévale – Le Petit Train
- 1 service de transport gratuit pour le centre-ville – Le TOUC
- 1 service de transport à la demande – TAD
- 1 service de transport pour les personnes à mobilité réduite – Handi’Bus

### Lignes structurantes
| Ligne | Caractéristiques | Caractéristiques                                       | Caractéristiques | Caractéristiques | Caractéristiques                                       | Caractéristiques                                       | Caractéristiques                                       | Caractéristiques                                       | Caractéristiques                                       |
| 1     | Ligne 1 | Ligne 1                                                | Ligne 1 | Ligne 1 | Ligne 1                                                | Ligne 1                                                | Ligne 1                                                | Ligne 1                                                | Ligne 1                                                |
| 1     | Z.A. LA FERRAUDIÈRE ⥋ C.C. ROCADEST ↔ BERRIAC ↔ TRÈBES | Z.A. LA FERRAUDIÈRE ⥋ C.C. ROCADEST ↔ BERRIAC ↔ TRÈBES | Z.A. LA FERRAUDIÈRE ⥋ C.C. ROCADEST ↔ BERRIAC ↔ TRÈBES                                                                                                   | Z.A. LA FERRAUDIÈRE ⥋ C.C. ROCADEST ↔ BERRIAC ↔ TRÈBES | Z.A. LA FERRAUDIÈRE ⥋ C.C. ROCADEST ↔ BERRIAC ↔ TRÈBES | Z.A. LA FERRAUDIÈRE ⥋ C.C. ROCADEST ↔ BERRIAC ↔ TRÈBES | Z.A. LA FERRAUDIÈRE ⥋ C.C. ROCADEST ↔ BERRIAC ↔ TRÈBES | Z.A. LA FERRAUDIÈRE ⥋ C.C. ROCADEST ↔ BERRIAC ↔ TRÈBES | Z.A. LA FERRAUDIÈRE ⥋ C.C. ROCADEST ↔ BERRIAC ↔ TRÈBES |
| ----- | --- | ------------------------------------------------------ | --- | --- | ------------------------------------------------------ | ------------------------------------------------------ | ------------------------------------------------------ | ------------------------------------------------------ | ------------------------------------------------------ |
| 1     | Ouverture / Fermeture — / — | Longueur —                                             | Durée Z.A. La Ferraudière ↔ C.C. Rocadest (Carcassonne) : ≈ 40 min Berriac : ≈ +10 min Trèbes : ≈ +20 min                                                | Nb. d’arrêts Z.A. La Ferraudière ↔ C.C. Rocadest (Carcassonne) : 39 arrêts Berriac : 5 arrêts Trèbes : 13 arrêts                                                | Matériel Standards                                     | Jours de fonctionnement L, Ma, Me, J, V, S             | Jour / Soir / Nuit / Fêtes O / N / N / N               | Voy. / an —                                            | Exploitant RTCA                                        |
| 1     | Desserte : Carcassonne, Berriac et Trèbes - Z.A. La Ferraudière ↔ C.C. Rocadest (Carcassonne) : Z.A. La Ferraudière • Henri Mouton • Gaspard Monge • Z.A. Lannolier • Henri Bouffet • C.C.Salvaza • Z.I. La Bouriette • Denis Papin • Niepce • Centre de Tri • Les Romarins • AFPA • Le Viguier • Maupassant • Allée des Pins • Aqueduc • CAF • Halle au Sports • Patte d'Oie • Barbès (→) • Les Jacobins (→) • Le Dôme (→) • Gambetta Jean Jaurès (→) • Le Minervois (→) • Chénier / Gare (←) • Varsovie Côté Canal (←) • Lespinasse (←) • Place Davilla (←) • Antoine Marty • Pierre Germain • Stade Domec • Joliot Curie • Collège Jules Verne • Lycée Jules Fil • Maréchal Juin • La Caramagne • Saint-Georges • Rocadest • C.C. Rocadest - Desserte de la commune de Berriac : Cité Espérance - BERRIAC (←) • Pyrénées - BERRIAC (←) • Chasseurs - BERRIAC (→) • Bleuets - BERRIAC (→) • Centre - BERRIAC - Desserte de la commune de Trèbes : Z.A. Sautès - TRÈBES • Béragne / Aire de Covoiturage - TRÈBES • Z.A. Béragne - TRÈBES • Les Capucins - TRÈBES • L'Aiguille - TRÈBES • Stade - TRÈBES • La Lande - TRÈBES • Café de l'Aude - TRÈBES • Floralies - TRÈBES • Collège Gaston Bonheur - TRÈBES • Pic de Nore - TRÈBES • Nid Trois - TRÈBES • Jean Moulin - TRÈBES |                                                        | | |                                                        |                                                        |                                                        |                                                        |                                                        |
| 1     | Autre : - Les communes de Berriac et de Trèbes ne sont pas desservies systématiquement. - Les arrêts en italique ne sont pas desservis systématiquement. - Les arrêts avec une fléche ( ← ou → ) ne sont desservis que dans un seul sens de la ligne. |                                                        | | |                                                        |                                                        |                                                        |                                                        |                                                        |
| 1     | Dernière actualisation : — |                                                        | | |                                                        |                                                        |                                                        |                                                        |                                                        |
| 2     | Ligne 2 | Ligne 2                                                | Ligne 2 | Ligne 2 | Ligne 2                                                | Ligne 2                                                | Ligne 2                                                | Ligne 2                                                | Ligne 2                                                |
| 2     | VILLEGAILHENC ↔ VILLEMOUSTAUSSOU ↔ Z.A. PONT ROUGE ⥋ C.C. ROCADEST ↔ MONTLEGUN ↔ LAC DE LA CAVAYÈRE |                                                        | | |                                                        |                                                        |                                                        |                                                        |                                                        |
| 2     | Ouverture / Fermeture — / — | Longueur —                                             | Durée Z.A. PONT ROUGE ↔ C.C. Rocadest (Carcassonne) : ≈ 40 min Villegailhenc et Villemoustaussou : ≈ +15 min Montlegun et Lac de la Cavayère : ≈ +15 min | Nb. d’arrêts Z.A. PONT ROUGE ↔ C.C. Rocadest (Carcassonne) : 40 arrêts Villegailhenc et Villemoustaussou : 9 arrêts Montlegun et Lac de la Cavayère : 10 arrêts | Matériel Articulés Standards                           | Jours de fonctionnement L, Ma, Me, J, V, S             | Jour / Soir / Nuit / Fêtes O / N / N / N               | Voy. / an —                                            | Exploitant RTCA                                        |
| 2     | Desserte : Villegailhenc, Villemoustaussou, Carcassonne, Montlegun et Lac de la Cavayère - Villegailhenc et Villemoustaussou : Coumbelo - VILLEGAILHENC • Mairie - VILLEGAILHENC • Cave Coopérative - VILLEGAILHENC (→) • Languedoc - VILLEGAILHENC (←) • Cimetière - VILLEMOUSTAUSSOU • Chemin des Vendanges - VILLEMOUSTAUSSOU • Lavoir - VILLEMOUSTAUSSOU • Avenue du Général de Gaulle - VILLEMOUSTAUSSOU • Cabane de Laffon - VILLEMOUSTAUSSOU - Z.A. Pont Rouge ↔ C.C. Rocadest (Carcassonne) : Z.A. Pont Rouge • Purple Campus (←) • ONF / Purple Campus • Saint Jean de Brucatel • Pic de Bugarach • Jacques Brel • Laennec • Fernandel • Plateau de Grazailles • Collège de Grazailles • Léon Blum / Lycée Paul Sabatier • La Reille • Fleming / Lycée Charles Cros • Les Castors • Le Méridien • Domairon • Pont d'Artigues • Étoile (→) • Iéna (→) • Varsovie Côté Parking • Bunau Varilla (→) • Barbès (→) • Les Jacobins (→) • Le Dôme (→) • Gambetta Jean Jaurès (←) • Le Minervois (←) • Chénier / Gare (←) • Pont de la Paix (←) • Pont Neuf • Général Leclerc / Cité Médiévale • Alexandre Guiraud • La Gravette • Collège Jules Verne • Lycée Jules Fil • Auguste Comte • Ecole Normale • Prosper Estieu • Vallès Ozanam • Souvenir Français • Rocadest • C.C. Rocadest - Montlegun et Lac de la Cavayère : Cimetière - MONTLEGUN • Les Collines - MONTLEGUN • Montlegun - MONTLEGUN • Lagal - MONTLEGUN • Stade - MONTLEGUN • Combes Migère • Lac de la Cavayère • Centaure • L'Orée du Lac • Résidences du Lac |                                                        | | |                                                        |                                                        |                                                        |                                                        |                                                        |
| 2     | Autre : - Les communes de Villegailhenc, Villemoustaussou, Montlegun et Lac de la Cavayère ne sont pas desservies systématiquement. - Les arrêts en italique ne sont pas desservis systématiquement. - Les arrêts avec une fléche ( ← ou → ) ne sont desservis que dans un seul sens de la ligne. |                                                        | | |                                                        |                                                        |                                                        |                                                        |                                                        |
| 2     | Dernière actualisation : — |                                                        | | |                                                        |                                                        |                                                        |                                                        |                                                        |

### Lignes de proximité
| Ligne | Caractéristiques | Caractéristiques                                  | Caractéristiques                                  | Caractéristiques                                  | Caractéristiques                                  | Caractéristiques                                  | Caractéristiques                                  | Caractéristiques                                  | Caractéristiques                                  |
| 3     | Ligne 3 | Ligne 3                                           | Ligne 3                                           | Ligne 3                                           | Ligne 3                                           | Ligne 3                                           | Ligne 3                                           | Ligne 3                                           | Ligne 3                                           |
| 3     | PALAJA ↔ CAZILHAC ⥋ CITÉ MÉDIÉVALE ↔ CENTRE-VILLE | PALAJA ↔ CAZILHAC ⥋ CITÉ MÉDIÉVALE ↔ CENTRE-VILLE | PALAJA ↔ CAZILHAC ⥋ CITÉ MÉDIÉVALE ↔ CENTRE-VILLE | PALAJA ↔ CAZILHAC ⥋ CITÉ MÉDIÉVALE ↔ CENTRE-VILLE | PALAJA ↔ CAZILHAC ⥋ CITÉ MÉDIÉVALE ↔ CENTRE-VILLE | PALAJA ↔ CAZILHAC ⥋ CITÉ MÉDIÉVALE ↔ CENTRE-VILLE | PALAJA ↔ CAZILHAC ⥋ CITÉ MÉDIÉVALE ↔ CENTRE-VILLE | PALAJA ↔ CAZILHAC ⥋ CITÉ MÉDIÉVALE ↔ CENTRE-VILLE | PALAJA ↔ CAZILHAC ⥋ CITÉ MÉDIÉVALE ↔ CENTRE-VILLE |
| ----- | --- | ------------------------------------------------- | ------------------------------------------------- | ------------------------------------------------- | ------------------------------------------------- | ------------------------------------------------- | ------------------------------------------------- | ------------------------------------------------- | ------------------------------------------------- |
| 3     | Ouverture / Fermeture — / — | Longueur —                                        | Durée 40 min                                      | Nb. d’arrêts 30                                   | Matériel Standards Midibus                        | Jours de fonctionnement L, Ma, Me, J, V, S        | Jour / Soir / Nuit / Fêtes O / N / N / N          | Voy. / an —                                       | Exploitant RTCA                                   |
| 3     | Desserte : Palaja, Cazilhac et Carcassonne Le Briolet - PALAJA • Barri del Pont - PALAJA • Lo Moral - PALAJA • Lo Grilh - PALAJA • Lo Jacint - PALAJA • L'ambreta - PALAJA • Comba dels Martirs - PALAJA • Los Ameltiers - PALAJA • Mistral - CAZILHAC • Centre Commercial - CAZILHAC • La Noria - CAZILHAC • Cimetière - CAZILHAC • Montjoie - CAZILHAC • Cité Médiévale • Général Leclerc / Cité Médiévale • Auguste Comte • Lycée Jules Fil • Collège Jules Verne • La Gravette • Alexandre Guiraud • Pont Neuf • Gambetta Jean Jaurès (→) • Le Minervois (→) • Chénier / Gare • Varsovie Côté Canal (←) • Lespinasse (←) • Bunau Varilla (←) • Barbès (←) • Les Jacobins (←) • Le Dôme (←) |                                                   |                                                   |                                                   |                                                   |                                                   |                                                   |                                                   |                                                   |
| 3     | Autre : - La commune de Palaja est desservie en boucle donc il n'y a qu'un passage pour monter et descendre du bus. - Les arrêts en italique ne sont pas desservis systématiquement. - Les arrêts avec une fléche ( ← ou → ) ne sont desservis que dans un seul sens de la ligne. |                                                   |                                                   |                                                   |                                                   |                                                   |                                                   |                                                   |                                                   |
| 3     | Dernière actualisation : — |                                                   |                                                   |                                                   |                                                   |                                                   |                                                   |                                                   |                                                   |
| 4     | Ligne 4 | Ligne 4                                           | Ligne 4                                           | Ligne 4                                           | Ligne 4                                           | Ligne 4                                           | Ligne 4                                           | Ligne 4                                           | Ligne 4                                           |
| 4     | La Prade ⥋ Lycée Charlemagne ↔ Auriac |                                                   |                                                   |                                                   |                                                   |                                                   |                                                   |                                                   |                                                   |
| 4     | Ouverture / Fermeture — / — | Longueur —                                        | Durée 25-15 min                                   | Nb. d’arrêts 19                                   | Matériel Standards                                | Jours de fonctionnement L, Ma, Me, J, V, S        | Jour / Soir / Nuit / Fêtes O / N / N / N          | Voy. / an —                                       | Exploitant RTCA                                   |
| 4     | Desserte : Carcassonne La Prade • La Minervoise / Gare • Chénier / Gare (→) • Varsovie Côté Canal (→) • Lespinasse (→) • Bunau Varilla (→) • Barbès (→) • Les Jacobins (→) • Le Dôme (→) • Gambetta Jean Jaurès (←) • Le Minervois (←) • Pont Vieux • Merlane (→) • Île (→) • La Barbacane (←) • Porte d'Aude / Cité Médiévale (←) • Saint-Hilaire • Lycée Charlemagne • Auriac |                                                   |                                                   |                                                   |                                                   |                                                   |                                                   |                                                   |                                                   |
| 4     | Autre : - Les arrêts avec une fléche ( ← ou → ) ne sont desservis que dans un seul sens de la ligne. |                                                   |                                                   |                                                   |                                                   |                                                   |                                                   |                                                   |                                                   |
| 4     | Dernière actualisation : — |                                                   |                                                   |                                                   |                                                   |                                                   |                                                   |                                                   |                                                   |
| 5     | Ligne 5 | Ligne 5                                           | Ligne 5                                           | Ligne 5                                           | Ligne 5                                           | Ligne 5                                           | Ligne 5                                           | Ligne 5                                           | Ligne 5                                           |
| 5     | PENNAUTIER ↔ C.C. FÉLINES ⥋ CENTRE-VILLE |                                                   |                                                   |                                                   |                                                   |                                                   |                                                   |                                                   |                                                   |
| 5     | Ouverture / Fermeture — / — | Longueur —                                        | Durée 42-52 min                                   | Nb. d’arrêts 21/32                                | Matériel Standards                                | Jours de fonctionnement L, Ma, Me, J, V, S        | Jour / Soir / Nuit / Fêtes O / N / N / N          | Voy. / an —                                       | Exploitant RTCA                                   |
| 5     | Desserte : Pennautier et Carcassonne - Pennautier : Bouldrome - PENNAUTIER • Mairie - PENNAUTIER • École - PENNAUTIER • Maison de Retraite - PENNAUTIER • La Bute - PENNAUTIER • Berlioz - PENNAUTIER • Stade - PENNAUTIER • Gabriel Faure - PENNAUTIER • La Canarde - PENNAUTIER • Marcel Pagnol - PENNAUTIER • Joliot Curie - PENNAUTIER - Carcassonne : Les Hauts de Félines • Saumes / C.C. Félines • C.C. Félines • Pompidou • URSAAF • Le Méridien • Domairon • Pont d'Artigues • Étoile (→) • Iéna (→) • Bunau Varilla (→) • Barbès (→) • Les Jacobins (→) • Le Dôme (→) • Gambetta Jean Jaurès • Le Minervois (←) • Chénier / Gare (←) • Pont de la Paix (←) |                                                   |                                                   |                                                   |                                                   |                                                   |                                                   |                                                   |                                                   |
| 5     | Autre : - La commune de Pennautier est desservie en boucle donc il n'y a qu'un passage pour monter et descendre du bus. - À certains horaires, la commune de Pennautier n'est pas desservie, ne desservant que le parcours C.C. Félines ↔ Gambetta Jean Jaurès. - À certains horaires scolaires, la ligne dessert le Boulevard de Varsovie, le Lycée Paul Sabatier ainsi que le Lycée Charles Cros mais ne dessert pas la zone de Félines. - Les arrêts avec une fléche ( ← ou → ) ne sont desservis que dans un seul sens de la ligne. |                                                   |                                                   |                                                   |                                                   |                                                   |                                                   |                                                   |                                                   |
| 5     | Dernière actualisation : — |                                                   |                                                   |                                                   |                                                   |                                                   |                                                   |                                                   |                                                   |
| 6     | Ligne 6 | Ligne 6                                           | Ligne 6                                           | Ligne 6                                           | Ligne 6                                           | Ligne 6                                           | Ligne 6                                           | Ligne 6                                           | Ligne 6                                           |
| 6     | VILLALBE ↔ MAQUENS ⥋ CENTRE-VILLE |                                                   |                                                   |                                                   |                                                   |                                                   |                                                   |                                                   |                                                   |
| 6     | Ouverture / Fermeture — / — | Longueur —                                        | Durée 42-54 min                                   | Nb. d’arrêts 19/24                                | Matériel Standards                                | Jours de fonctionnement L, Ma, Me, J, V, S        | Jour / Soir / Nuit / Fêtes O / N / N / N          | Voy. / an —                                       | Exploitant RTCA                                   |
| 6     | Desserte : Villalbe, Maquens et Carcassonne - Villalbe : Benet - VILLALBE • Hameau - VILLALBE • Cerisiers- VILLALBE • Cornouillers - VILLALBE • Stellaires - VILLALBE • Bastide de Gratel - VILLALBE • Rosalbert - VILLALBE - Maquens : Faubourg - MAQUENS • Maquens - MAQUENS - Carcassonne : Fabrique des Arts • Léo Lagrange • Allée des Pins • Aqueduc • CAF • Halle au Sports • Patte d'Oie • Barbès (→) • Les Jacobins (→) • Le Dôme (→) • Gambetta Jean Jaurès • Le Minervois (←) • Chénier / Gare (←) • Varsovie Côté Canal (←) • Lespinasse (←) • Place Davilla (←) |                                                   |                                                   |                                                   |                                                   |                                                   |                                                   |                                                   |                                                   |
| 6     | Autre : - La commune de Villalbe est desservie en boucle donc il n'y a qu'un passage pour monter et descendre du bus. - À certains horaires, les communes de Villalbe et Maquens ne sont pas desservies, ne desservant que le parcours Fabrique des Arts ↔ Gambetta Jean Jaurès. - Les arrêts avec une fléche ( ← ou → ) ne sont desservis que dans un seul sens de la ligne. |                                                   |                                                   |                                                   |                                                   |                                                   |                                                   |                                                   |                                                   |
| 6     | Dernière actualisation : — |                                                   |                                                   |                                                   |                                                   |                                                   |                                                   |                                                   |                                                   |
| 7     | Ligne 7 | Ligne 7                                           | Ligne 7                                           | Ligne 7                                           | Ligne 7                                           | Ligne 7                                           | Ligne 7                                           | Ligne 7                                           | Ligne 7                                           |
| 7     | CENTRE HOSPITALIER ↔ MONTREDON ↔ C.C. ROCADEST ⥋ PÔLE NUMÉRIQUE ↔ LE BOIS DE SERRES ↔ HERMINIS ↔ GRÈZES ↔ MONTQUIERS |                                                   |                                                   |                                                   |                                                   |                                                   |                                                   |                                                   |                                                   |
| 7     | Ouverture / Fermeture — / — | Longueur —                                        | Durée 45-57 min                                   | Nb. d’arrêts 35/36                                | Matériel Midibus                                  | Jours de fonctionnement L, Ma, Me, J, V, S        | Jour / Soir / Nuit / Fêtes O / N / N / N          | Voy. / an —                                       | Exploitant RTCA                                   |
| 7     | Desserte : Carcassonne, Bois de Serres, Herminis, Grèzes et Montquiers - Centre Hospitalier ↔ Pôle Numérique (Carcassonne) : Verdeau Pailhes • Centre Hospitalier • Clinique du Sud • Saint-Martin - MONTREDON • Poursan- MONTREDON • Gentianes - MONTREDON • Montredon - MONTREDON • Alaric - MONTREDON • Vento Farino - MONTREDON • C.C. Rocadest • Rocadest • Saint-Georges • La Caramagne • Maréchal Juin • Lycée Jules Fil • Collège Jules Verne • Joliot Curie • Stade Domec • Pierre Germain • Antoine Marty • Chénier / Gare (→) • Varsovie Côté Canal (→) • Lespinasse (→) • Place Davilla (→) • Bunau Varilla (←) • Barbès (←) • Les Jacobins (←) • Le Dôme (←) • Gambetta Jean Jaurès (←) • Le Minervois (←) • 4 Chemins • Justice • Henri Gout • Polyclinique Montréal (→) • Pôle Numérique - Desserte du Bois de Serres, Herminis, Grèzes et Montquiers : Bois de Serre - LE BOIS DE SERRE • Romieu / Stade - LE BOIS DE SERRE • La Matte - LE BOIS DE SERRE • Herminis - HERMINIS • Grèzes - GRÈZES • Le Régal - GRÈZES • Montquiers - MONTQUIERS |                                                   |                                                   |                                                   |                                                   |                                                   |                                                   |                                                   |                                                   |
| 7     | Autre : - Les communes du Bois de Serres, Herminis, Grèzes et Montquiers ne sont pas desservies systématiquement et sont desservies en boucle donc il n'y a qu'un passage pour monter et descendre du bus. - Les arrêts en italique ne sont pas desservis systématiquement. - Les arrêts avec une fléche ( ← ou → ) ne sont desservis que dans un seul sens de la ligne. |                                                   |                                                   |                                                   |                                                   |                                                   |                                                   |                                                   |                                                   |
| 7     | Dernière actualisation : — |                                                   |                                                   |                                                   |                                                   |                                                   |                                                   |                                                   |                                                   |
| 8     | Ligne 8 | Ligne 8                                           | Ligne 8                                           | Ligne 8                                           | Ligne 8                                           | Ligne 8                                           | Ligne 8                                           | Ligne 8                                           | Ligne 8                                           |
| 8     | GARE SNCF ⥋ C.C. FÉLINES |                                                   |                                                   |                                                   |                                                   |                                                   |                                                   |                                                   |                                                   |
| 8     | Ouverture / Fermeture — / — | Longueur —                                        | Durée 17-23 min                                   | Nb. d’arrêts 24                                   | Matériel Minibus                                  | Jours de fonctionnement L, Ma, Me, J, V, S        | Jour / Soir / Nuit / Fêtes O / N / N / N          | Voy. / an —                                       | Exploitant RTCA                                   |
| 8     | Desserte : Carcassonne - Gare SNCF • Buffon • Albignac • Melair • Bel Air • Fernandel • Laennec • Jacques Brel • Pic de Bugarach • Saint Jean de Brucatel • ONF / Purple Campus • Route de Villemoustaussou • Maison des Communes • Hôtel du Département • Maison de l'Handicap • Pont Troué • Chemin de la Reille • Chemin de la Reille • Léon Blum / Lycée Paul Sabatier • La Reille • Fleming / Lycée Charles Cros • Les Castors • URSAFF • Pompidou • C.C. Félines |                                                   |                                                   |                                                   |                                                   |                                                   |                                                   |                                                   |                                                   |
| 8     | Autre : - Les arrêts en italique ne sont pas desservis systématiquement. |                                                   |                                                   |                                                   |                                                   |                                                   |                                                   |                                                   |                                                   |
| 8     | Dernière actualisation : — |                                                   |                                                   |                                                   |                                                   |                                                   |                                                   |                                                   |                                                   |

### Lignes circulant lors des dimanches préfectoraux
| Ligne | Caractéristiques | Caractéristiques                    | Caractéristiques                    | Caractéristiques                    | Caractéristiques                    | Caractéristiques                    | Caractéristiques                         | Caractéristiques                    | Caractéristiques                    |
| DIM1  | Ligne DIM1 | Ligne DIM1                          | Ligne DIM1                          | Ligne DIM1                          | Ligne DIM1                          | Ligne DIM1                          | Ligne DIM1                               | Ligne DIM1                          | Ligne DIM1                          |
| DIM1  | Z.A. LA FERRAUDIÈRE ⥋ C.C. ROCADEST | Z.A. LA FERRAUDIÈRE ⥋ C.C. ROCADEST | Z.A. LA FERRAUDIÈRE ⥋ C.C. ROCADEST | Z.A. LA FERRAUDIÈRE ⥋ C.C. ROCADEST | Z.A. LA FERRAUDIÈRE ⥋ C.C. ROCADEST | Z.A. LA FERRAUDIÈRE ⥋ C.C. ROCADEST | Z.A. LA FERRAUDIÈRE ⥋ C.C. ROCADEST      | Z.A. LA FERRAUDIÈRE ⥋ C.C. ROCADEST | Z.A. LA FERRAUDIÈRE ⥋ C.C. ROCADEST |
| ----- | --- | ----------------------------------- | ----------------------------------- | ----------------------------------- | ----------------------------------- | ----------------------------------- | ---------------------------------------- | ----------------------------------- | ----------------------------------- |
| DIM1  | Ouverture / Fermeture — / — | Longueur —                          | Durée 40 min                        | Nb. d’arrêts 37                     | Matériel Standards                  | Jours de fonctionnement D           | Jour / Soir / Nuit / Fêtes O / N / N / N | Voy. / an —                         | Exploitant RTCA                     |
| DIM1  | Desserte : Carcassonne - Z.A. La Ferraudière • Henri Mouton • Gaspard Monge • C.C.Salvaza • Z.I. La Bouriette • Denis Papin • Niepce • Centre de Tri • Les Romarins • AFPA • Le Viguier • Maupassant • Allée des Pins • Aqueduc • CAF • Halle au Sports • Patte d'Oie • Barbès (→) • Les Jacobins (→) • Le Dôme (→) • Gambetta Jean Jaurès (→) • Le Minervois (→) • Chénier / Gare (←) • Varsovie Côté Canal (←) • Lespinasse (←) • Place Davilla (←) • Antoine Marty • Pierre Germain • Stade Domec • Joliot Curie • Collège Jules Verne • Lycée Jules Fil • Maréchal Juin • La Caramagne • Saint-Georges • Rocadest • C.C. Rocadest |                                     |                                     |                                     |                                     |                                     |                                          |                                     |                                     |
| DIM1  | Autre : - Les arrêts avec une fléche ( ← ou → ) ne sont desservis que dans un seul sens de la ligne. - Cette ligne ne circule uniquement lors des dimanches préfectoraux (liste disponible sur le site internet ou en agence) |                                     |                                     |                                     |                                     |                                     |                                          |                                     |                                     |
| DIM1  | Dernière actualisation : — |                                     |                                     |                                     |                                     |                                     |                                          |                                     |                                     |
| DIM2  | Ligne DIM2 | Ligne DIM2                          | Ligne DIM2                          | Ligne DIM2                          | Ligne DIM2                          | Ligne DIM2                          | Ligne DIM2                               | Ligne DIM2                          | Ligne DIM2                          |
| DIM2  | Z.A. PONT ROUGE ⥋ C.C. ROCADEST |                                     |                                     |                                     |                                     |                                     |                                          |                                     |                                     |
| DIM2  | Ouverture / Fermeture — / — | Longueur —                          | Durée 40 min                        | Nb. d’arrêts 30                     | Matériel Standards                  | Jours de fonctionnement D           | Jour / Soir / Nuit / Fêtes O / N / N / N | Voy. / an —                         | Exploitant RTCA                     |
| DIM2  | Desserte : Carcassonne - Z.A. Pont Rouge • Purple Campus (←) • ONF / Purple Campus • Plateau de Grazailles • Collège de Grazailles • Léon Blum / Lycée Paul Sabatier • La Reille • Fleming / Lycée Charles Cros • Les Castors • Le Méridien • Domairon • Pont d'Artigues • Étoile (→) • Iéna (→) • Bunau Varilla (→) • Barbès (→) • Les Jacobins (→) • Le Dôme (→) • Gambetta Jean Jaurès (←) • Le Minervois (←) • Chénier / Gare (←) • Pont de la Paix (←) • Pont Neuf • Général Leclerc / Cité Médiévale • Ecole Normale • Prosper Estieu • Vallès Ozanam • Souvenir Français • Rocadest • C.C. Rocadest                            |                                     |                                     |                                     |                                     |                                     |                                          |                                     |                                     |
| DIM2  | Autre : - Les arrêts avec une fléche ( ← ou → ) ne sont desservis que dans un seul sens de la ligne. - Cette ligne ne circule uniquement lors des dimanches préfectoraux (liste disponible sur le site internet ou en agence) |                                     |                                     |                                     |                                     |                                     |                                          |                                     |                                     |
| DIM2  | Dernière actualisation : — |                                     |                                     |                                     |                                     |                                     |                                          |                                     |                                     |

### Lignes interurbaines
| Ligne | Caractéristiques | Caractéristiques                                | Caractéristiques                                | Caractéristiques                                | Caractéristiques                                | Caractéristiques                                | Caractéristiques                                | Caractéristiques                                | Caractéristiques                                |
| A     | Ligne A | Ligne A                                         | Ligne A                                         | Ligne A                                         | Ligne A                                         | Ligne A                                         | Ligne A                                         | Ligne A                                         | Ligne A                                         |
| A     | PÉPIEUX / CASTANS / LESPINASSIÈRE ⥋ CARCASSONNE | PÉPIEUX / CASTANS / LESPINASSIÈRE ⥋ CARCASSONNE | PÉPIEUX / CASTANS / LESPINASSIÈRE ⥋ CARCASSONNE | PÉPIEUX / CASTANS / LESPINASSIÈRE ⥋ CARCASSONNE | PÉPIEUX / CASTANS / LESPINASSIÈRE ⥋ CARCASSONNE | PÉPIEUX / CASTANS / LESPINASSIÈRE ⥋ CARCASSONNE | PÉPIEUX / CASTANS / LESPINASSIÈRE ⥋ CARCASSONNE | PÉPIEUX / CASTANS / LESPINASSIÈRE ⥋ CARCASSONNE | PÉPIEUX / CASTANS / LESPINASSIÈRE ⥋ CARCASSONNE |
| ----- | --- | ----------------------------------------------- | ----------------------------------------------- | ----------------------------------------------- | ----------------------------------------------- | ----------------------------------------------- | ----------------------------------------------- | ----------------------------------------------- | ----------------------------------------------- |
| A     | Ouverture / Fermeture 1er septembre 2016 / — | Longueur —                                      | Durée —                                         | Nb. d’arrêts —                                  | Matériel Autocars                               | Jours de fonctionnement L, Ma, Me, J, V, S      | Jour / Soir / Nuit / Fêtes O / N / N / N        | Voy. / an —                                     | Exploitant G.M.E.                               |
| A     | Desserte : Pépieux, Azille, La Redorte, Rieux-Minervois, Peyriac-Minervois, Le Tinal, Trausse, Lespinassière, Citou, Caunes-Minervois, Pradelles-Cabardès, Castans, Cabrespine, Villeneuve-Minervois, Villegly, Villalier et Carcassonne.                        |                                                 |                                                 |                                                 |                                                 |                                                 |                                                 |                                                 |                                                 |
| A     | Autre : - Les villages en italique ne font pas partie de la ligne principale. |                                                 |                                                 |                                                 |                                                 |                                                 |                                                 |                                                 |                                                 |
| A     | Dernière actualisation : — |                                                 |                                                 |                                                 |                                                 |                                                 |                                                 |                                                 |                                                 |
| B     | Ligne B | Ligne B                                         | Ligne B                                         | Ligne B                                         | Ligne B                                         | Ligne B                                         | Ligne B                                         | Ligne B                                         | Ligne B                                         |
| B     | ALZONNE / SAINT-MARTIN-LE-VIEIL ⥋ CARCASSONNE |                                                 |                                                 |                                                 |                                                 |                                                 |                                                 |                                                 |                                                 |
| B     | Ouverture / Fermeture 1er septembre 2016 / — | Longueur —                                      | Durée —                                         | Nb. d’arrêts —                                  | Matériel Autocars                               | Jours de fonctionnement L, Ma, Me, J, V, S      | Jour / Soir / Nuit / Fêtes O / N / N / N        | Voy. / an —                                     | Exploitant G.M.E.                               |
| B     | Desserte : Saint-Martin-le-Vieil, Raissac-sur-Lampy, Alzonne, Sainte-Eulalie, Villesèquelande, Caux-et-Sauzens et Carcassonne. |                                                 |                                                 |                                                 |                                                 |                                                 |                                                 |                                                 |                                                 |
| B     | Autre : - Les villages en italique ne font pas partie de la ligne principale. |                                                 |                                                 |                                                 |                                                 |                                                 |                                                 |                                                 |                                                 |
| B     | Dernière actualisation : — |                                                 |                                                 |                                                 |                                                 |                                                 |                                                 |                                                 |                                                 |
| C     | Ligne C | Ligne C                                         | Ligne C                                         | Ligne C                                         | Ligne C                                         | Ligne C                                         | Ligne C                                         | Ligne C                                         | Ligne C                                         |
| C     | PUICHÉRIC ⥋ CARCASSONNE |                                                 |                                                 |                                                 |                                                 |                                                 |                                                 |                                                 |                                                 |
| C     | Ouverture / Fermeture 1er septembre 2016 / — | Longueur —                                      | Durée —                                         | Nb. d’arrêts —                                  | Matériel Autocars                               | Jours de fonctionnement L, Ma, Me, J, V, S      | Jour / Soir / Nuit / Fêtes O / N / N / N        | Voy. / an —                                     | Exploitant G.M.E.                               |
| C     | Desserte : Puichéric, Blomac, Marseillette, Trèbes et Carcassonne. |                                                 |                                                 |                                                 |                                                 |                                                 |                                                 |                                                 |                                                 |
| C     | Autre : |                                                 |                                                 |                                                 |                                                 |                                                 |                                                 |                                                 |                                                 |
| C     | Dernière actualisation : — |                                                 |                                                 |                                                 |                                                 |                                                 |                                                 |                                                 |                                                 |
| D     | Ligne D | Ligne D                                         | Ligne D                                         | Ligne D                                         | Ligne D                                         | Ligne D                                         | Ligne D                                         | Ligne D                                         | Ligne D                                         |
| D     | SAISSAC ⥋ CARCASSONNE |                                                 |                                                 |                                                 |                                                 |                                                 |                                                 |                                                 |                                                 |
| D     | Ouverture / Fermeture 1er septembre 2016 / — | Longueur —                                      | Durée —                                         | Nb. d’arrêts —                                  | Matériel Autocars                               | Jours de fonctionnement L, Ma, Me, J, V, S      | Jour / Soir / Nuit / Fêtes O / N / N / N        | Voy. / an —                                     | Exploitant G.M.E.                               |
| D     | Desserte : Saissac, Montolieu, Moussoulens, Pezens et Carcassonne. |                                                 |                                                 |                                                 |                                                 |                                                 |                                                 |                                                 |                                                 |
| D     | Autre : |                                                 |                                                 |                                                 |                                                 |                                                 |                                                 |                                                 |                                                 |
| D     | Dernière actualisation : — |                                                 |                                                 |                                                 |                                                 |                                                 |                                                 |                                                 |                                                 |
| E     | Ligne E | Ligne E                                         | Ligne E                                         | Ligne E                                         | Ligne E                                         | Ligne E                                         | Ligne E                                         | Ligne E                                         | Ligne E                                         |
| E     | LAURE-MINERVOIS ⥋ CARCASSONNE |                                                 |                                                 |                                                 |                                                 |                                                 |                                                 |                                                 |                                                 |
| E     | Ouverture / Fermeture 1er septembre 2016 / — | Longueur —                                      | Durée —                                         | Nb. d’arrêts —                                  | Matériel Autocars                               | Jours de fonctionnement L, Ma, Me, J, V, S      | Jour / Soir / Nuit / Fêtes O / N / N / N        | Voy. / an —                                     | Exploitant G.M.E.                               |
| E     | Desserte : Laure-Minervois, Saint-Frichoux, Aigues-Vives, Badens, Rustiques, Trèbes et Carcassonne. |                                                 |                                                 |                                                 |                                                 |                                                 |                                                 |                                                 |                                                 |
| E     | Autre : |                                                 |                                                 |                                                 |                                                 |                                                 |                                                 |                                                 |                                                 |
| E     | Dernière actualisation : — |                                                 |                                                 |                                                 |                                                 |                                                 |                                                 |                                                 |                                                 |
| F     | Ligne F | Ligne F                                         | Ligne F                                         | Ligne F                                         | Ligne F                                         | Ligne F                                         | Ligne F                                         | Ligne F                                         | Ligne F                                         |
| F     | ARZENS ⥋ CARCASSONNE |                                                 |                                                 |                                                 |                                                 |                                                 |                                                 |                                                 |                                                 |
| F     | Ouverture / Fermeture 1er septembre 2016 / — | Longueur —                                      | Durée —                                         | Nb. d’arrêts —                                  | Matériel Autocars                               | Jours de fonctionnement L, Ma, Me, J, V, S      | Jour / Soir / Nuit / Fêtes O / N / N / N        | Voy. / an —                                     | Exploitant G.M.E.                               |
| F     | Desserte : Arzens, Alairac, Lavalette et Carcassonne. |                                                 |                                                 |                                                 |                                                 |                                                 |                                                 |                                                 |                                                 |
| F     | Autre : |                                                 |                                                 |                                                 |                                                 |                                                 |                                                 |                                                 |                                                 |
| F     | Dernière actualisation : — |                                                 |                                                 |                                                 |                                                 |                                                 |                                                 |                                                 |                                                 |
| G     | Ligne G | Ligne G                                         | Ligne G                                         | Ligne G                                         | Ligne G                                         | Ligne G                                         | Ligne G                                         | Ligne G                                         | Ligne G                                         |
| G     | VILLARZEL-CABARDÈS ⥋ CARCASSONNE |                                                 |                                                 |                                                 |                                                 |                                                 |                                                 |                                                 |                                                 |
| G     | Ouverture / Fermeture 1er septembre 2016 / — | Longueur —                                      | Durée —                                         | Nb. d’arrêts —                                  | Matériel Autocars                               | Jours de fonctionnement L, Ma, Me, J, V, S      | Jour / Soir / Nuit / Fêtes O / N / N / N        | Voy. / an —                                     | Exploitant G.M.E.                               |
| G     | Desserte : Villarzel-Cabardès, Bagnoles, Malves-en-Minervois, Villedubert, Bouilhonnac, Trèbes et Carcassonne. |                                                 |                                                 |                                                 |                                                 |                                                 |                                                 |                                                 |                                                 |
| G     | Autre : |                                                 |                                                 |                                                 |                                                 |                                                 |                                                 |                                                 |                                                 |
| G     | Dernière actualisation : — |                                                 |                                                 |                                                 |                                                 |                                                 |                                                 |                                                 |                                                 |
| H     | Ligne H | Ligne H                                         | Ligne H                                         | Ligne H                                         | Ligne H                                         | Ligne H                                         | Ligne H                                         | Ligne H                                         | Ligne H                                         |
| H     | MONTCLAR ⥋ CARCASSONNE |                                                 |                                                 |                                                 |                                                 |                                                 |                                                 |                                                 |                                                 |
| H     | Ouverture / Fermeture 1er septembre 2016 / — | Longueur —                                      | Durée —                                         | Nb. d’arrêts —                                  | Matériel Autocars                               | Jours de fonctionnement L, Ma, Me, J, V, S      | Jour / Soir / Nuit / Fêtes O / N / N / N        | Voy. / an —                                     | Exploitant G.M.E.                               |
| H     | Desserte : Montclar, Rouffiac-d'Aude, Preixan, Roullens et Carcassonne |                                                 |                                                 |                                                 |                                                 |                                                 |                                                 |                                                 |                                                 |
| H     | Autre : |                                                 |                                                 |                                                 |                                                 |                                                 |                                                 |                                                 |                                                 |
| H     | Dernière actualisation : — |                                                 |                                                 |                                                 |                                                 |                                                 |                                                 |                                                 |                                                 |
| I     | Ligne I | Ligne I                                         | Ligne I                                         | Ligne I                                         | Ligne I                                         | Ligne I                                         | Ligne I                                         | Ligne I                                         | Ligne I                                         |
| I     | LAGRASSE ⥋ CARCASSONNE |                                                 |                                                 |                                                 |                                                 |                                                 |                                                 |                                                 |                                                 |
| I     | Ouverture / Fermeture 1er septembre 2016 / — | Longueur —                                      | Durée —                                         | Nb. d’arrêts —                                  | Matériel Autocars                               | Jours de fonctionnement L, Ma, Me, J, V, S      | Jour / Soir / Nuit / Fêtes O / N / N / N        | Voy. / an —                                     | Exploitant G.M.E.                               |
| I     | Desserte : Lagrasse, Villemagne, Fajac-en-Val, Arquettes-en-Val, Villar-en-Val, Labastide-en-Val, Villetritouls, Taurize, Mayronnes, Caunettes-en-Val, Rieux-en-Val, Serviès-en-Val, Montlaur, Pradelles-en-Val, Monze, Montirat, Fontiès-d'Aude et Carcassonne. |                                                 |                                                 |                                                 |                                                 |                                                 |                                                 |                                                 |                                                 |
| I     | Autre : - Les villages en italique ne font pas partie de la ligne principale. |                                                 |                                                 |                                                 |                                                 |                                                 |                                                 |                                                 |                                                 |
| I     | Dernière actualisation : — |                                                 |                                                 |                                                 |                                                 |                                                 |                                                 |                                                 |                                                 |
| J     | Ligne J | Ligne J                                         | Ligne J                                         | Ligne J                                         | Ligne J                                         | Ligne J                                         | Ligne J                                         | Ligne J                                         | Ligne J                                         |
| J     | FONTIERS-CABARDÈS ⥋ CARCASSONNE |                                                 |                                                 |                                                 |                                                 |                                                 |                                                 |                                                 |                                                 |
| J     | Ouverture / Fermeture 1er septembre 2016 / — | Longueur —                                      | Durée —                                         | Nb. d’arrêts —                                  | Matériel Autocars                               | Jours de fonctionnement L, Ma, Me, J, V, S      | Jour / Soir / Nuit / Fêtes O / N / N / N        | Voy. / an —                                     | Exploitant G.M.E.                               |
| J     | Desserte : Fontiers-Cabardès, Saint-Denis, Brousses-et-Villaret, Fraisse-Cabardès, Aragon, Ventenac-Cabardès, Pennautier et Carcassonne. |                                                 |                                                 |                                                 |                                                 |                                                 |                                                 |                                                 |                                                 |
| J     | Autre : |                                                 |                                                 |                                                 |                                                 |                                                 |                                                 |                                                 |                                                 |
| J     | Dernière actualisation : — |                                                 |                                                 |                                                 |                                                 |                                                 |                                                 |                                                 |                                                 |
| K     | Ligne K | Ligne K                                         | Ligne K                                         | Ligne K                                         | Ligne K                                         | Ligne K                                         | Ligne K                                         | Ligne K                                         | Ligne K                                         |
| K     | POMAS ⥋ CARCASSONNE |                                                 |                                                 |                                                 |                                                 |                                                 |                                                 |                                                 |                                                 |
| K     | Ouverture / Fermeture 1er septembre 2016 / — | Longueur —                                      | Durée —                                         | Nb. d’arrêts —                                  | Matériel Autocars                               | Jours de fonctionnement L, Ma, Me, J, V, S      | Jour / Soir / Nuit / Fêtes O / N / N / N        | Voy. / an —                                     | Exploitant G.M.E.                               |
| K     | Desserte : Pomas, Verzeille, Mas-des-Cours, Villefloure, Leuc, Couffoulens, Cavanac et Carcassonne. |                                                 |                                                 |                                                 |                                                 |                                                 |                                                 |                                                 |                                                 |
| K     | Autre : - Les villages en italique ne font pas partie de la ligne principale. |                                                 |                                                 |                                                 |                                                 |                                                 |                                                 |                                                 |                                                 |
| K     | Dernière actualisation : — |                                                 |                                                 |                                                 |                                                 |                                                 |                                                 |                                                 |                                                 |
| L     | Ligne L | Ligne L                                         | Ligne L                                         | Ligne L                                         | Ligne L                                         | Ligne L                                         | Ligne L                                         | Ligne L                                         | Ligne L                                         |
| L     | CONQUES-SUR-ORBIEL / LIMOUSIS ⥋ CARCASSONNE |                                                 |                                                 |                                                 |                                                 |                                                 |                                                 |                                                 |                                                 |
| L     | Ouverture / Fermeture 1er septembre 2016 / — | Longueur —                                      | Durée —                                         | Nb. d’arrêts —                                  | Matériel Autocars                               | Jours de fonctionnement L, Ma, Me, J, V, S      | Jour / Soir / Nuit / Fêtes O / N / N / N        | Voy. / an —                                     | Exploitant G.M.E.                               |
| L     | Desserte : Limousis, Sallèles-Cabardès, Conques-sur-Orbiel et Carcassonne. |                                                 |                                                 |                                                 |                                                 |                                                 |                                                 |                                                 |                                                 |
| L     | Autre : - Les villages en italique ne font pas partie de la ligne principale. |                                                 |                                                 |                                                 |                                                 |                                                 |                                                 |                                                 |                                                 |
| L     | Dernière actualisation : — |                                                 |                                                 |                                                 |                                                 |                                                 |                                                 |                                                 |                                                 |
| M     | Ligne M | Ligne M                                         | Ligne M                                         | Ligne M                                         | Ligne M                                         | Ligne M                                         | Ligne M                                         | Ligne M                                         | Ligne M                                         |
| M     | COMIGNE ⥋ CARCASSONNE |                                                 |                                                 |                                                 |                                                 |                                                 |                                                 |                                                 |                                                 |
| M     | Ouverture / Fermeture 2 septembre 2024 / — | Longueur —                                      | Durée 40-50 min                                 | Nb. d’arrêts 17                                 | Matériel Autocars                               | Jours de fonctionnement L, Ma, Me, J, V, S      | Jour / Soir / Nuit / Fêtes O / N / N / N        | Voy. / an —                                     | Exploitant RTCA                                 |
| M     | Desserte : Comigne, Douzens, Capendu, Floure, Barbaira, Trèbes et Carcassonne. |                                                 |                                                 |                                                 |                                                 |                                                 |                                                 |                                                 |                                                 |
| M     | Autre : |                                                 |                                                 |                                                 |                                                 |                                                 |                                                 |                                                 |                                                 |
| M     | Dernière actualisation : — |                                                 |                                                 |                                                 |                                                 |                                                 |                                                 |                                                 |                                                 |

### Autres services
| Ligne              | Caractéristiques | Caractéristiques                      | Caractéristiques                                | Caractéristiques                                           | Caractéristiques                                        | Caractéristiques                              | Caractéristiques                         | Caractéristiques                      | Caractéristiques                      |
| ✈ Navette Aéroport | Navette Aéroport | Navette Aéroport                      | Navette Aéroport                                | Navette Aéroport                                           | Navette Aéroport                                        | Navette Aéroport                              | Navette Aéroport                         | Navette Aéroport                      | Navette Aéroport                      |
| ✈ Navette Aéroport | CENTRE-VILLE ⥋ AÉROPORT | CENTRE-VILLE ⥋ AÉROPORT               | CENTRE-VILLE ⥋ AÉROPORT                         | CENTRE-VILLE ⥋ AÉROPORT                                    | CENTRE-VILLE ⥋ AÉROPORT                                 | CENTRE-VILLE ⥋ AÉROPORT                       | CENTRE-VILLE ⥋ AÉROPORT                  | CENTRE-VILLE ⥋ AÉROPORT               | CENTRE-VILLE ⥋ AÉROPORT               |
| ------------------ | --- | ------------------------------------- | ----------------------------------------------- | ---------------------------------------------------------- | ------------------------------------------------------- | --------------------------------------------- | ---------------------------------------- | ------------------------------------- | ------------------------------------- |
| ✈ Navette Aéroport | Ouverture / Fermeture — / — | Longueur —                            | Durée 25 min                                    | Nb. d’arrêts 7                                             | Matériel Autocars : Mercedes Intouro ou Irisbus Axer    | Jours de fonctionnement L, Ma, Me, J, V, S, D | Jour / Soir / Nuit / Fêtes O / N / N / O | Voy. / an —                           | Exploitant RTCA                       |
| ✈ Navette Aéroport | Desserte : Carcassonne - Gare SNCF • Place Davilla • Le Dôme • Pont Neuf • Général Leclerc • Cité Médiévale • Aéroport |                                       |                                                 |                                                            |                                                         |                                               |                                          |                                       |                                       |
| ✈ Navette Aéroport | Autre : - La navette aéroport possède ses propres tarifs. - Une navette est disponible pour chaque départ et arrivée d'avion. |                                       |                                                 |                                                            |                                                         |                                               |                                          |                                       |                                       |
| ✈ Navette Aéroport | Dernière actualisation : — |                                       |                                                 |                                                            |                                                         |                                               |                                          |                                       |                                       |
| TOUC               | TOUC - NAVETTE CENTRE-VILLE | TOUC - NAVETTE CENTRE-VILLE           | TOUC - NAVETTE CENTRE-VILLE                     | TOUC - NAVETTE CENTRE-VILLE                                | TOUC - NAVETTE CENTRE-VILLE                             | TOUC - NAVETTE CENTRE-VILLE                   | TOUC - NAVETTE CENTRE-VILLE              | TOUC - NAVETTE CENTRE-VILLE           | TOUC - NAVETTE CENTRE-VILLE           |
| TOUC               | CENTRE VILLE ⥋ CENTRE VILLE |                                       |                                                 |                                                            |                                                         |                                               |                                          |                                       |                                       |
| TOUC               | Ouverture / Fermeture — / — | Longueur —                            | Durée —                                         | Nb. d’arrêts —                                             | Matériel Microbus électriques : 3 Esagono Energia Grifo | Jours de fonctionnement Ma, Me, J, V, S       | Jour / Soir / Nuit / Fêtes O / N / N / N | Voy. / an —                           | Exploitant RTCA                       |
| TOUC               | Desserte : Carcassonne - Principaux arrêts : Le Dôme • rue de l'Aigle d'Or • Gambetta Jean Jaurès • Square André Chénier • Rue de Verdun. |                                       |                                                 |                                                            |                                                         |                                               |                                          |                                       |                                       |
| TOUC               | Autre : - Le TOUC est gratuit et la montée et la descente se fait n'importe où en centre-ville. - Les TOUC circulent du mardi au samedi de 9h30 à 12h30 et de 15h30 à 18h30 durant la période du 1er juin au 30 septembre pour l'année 2023. |                                       |                                                 |                                                            |                                                         |                                               |                                          |                                       |                                       |
| TOUC               | Dernière actualisation : — |                                       |                                                 |                                                            |                                                         |                                               |                                          |                                       |                                       |
| PETIT TRAIN        | PETIT TRAIN | PETIT TRAIN                           | PETIT TRAIN                                     | PETIT TRAIN                                                | PETIT TRAIN                                             | PETIT TRAIN                                   | PETIT TRAIN                              | PETIT TRAIN                           | PETIT TRAIN                           |
| PETIT TRAIN        | CENTRE-VILLE ⥋ CITÉ MÉDIEVALE |                                       |                                                 |                                                            |                                                         |                                               |                                          |                                       |                                       |
| PETIT TRAIN        | Ouverture / Fermeture — / — | Longueur —                            | Durée - Circuit 1 : 20 min - Circuit 2 : 25 min | Nb. d’arrêts - Circuit 1 : 4 arrêts - Circuit 2 : 4 arrêts | Matériel Prat HD 300 TDI ou Soios SunShuttle            | Jours de fonctionnement L, Ma, Me, J, V, S, D | Jour / Soir / Nuit / Fêtes O / N / N / O | Voy. / an —                           | Exploitant RTCA                       |
| PETIT TRAIN        | Desserte : Carcassonne - Circuit 1 : Chénier • Place Davilla • Le Dôme • Cité Médiévale - Circuit 2 : Cité Médiévale • Saint-Gimer • Gambetta Jean Jaurès • Chénier                                                                          |                                       |                                                 |                                                            |                                                         |                                               |                                          |                                       |                                       |
| PETIT TRAIN        | Autre : - Le Petit Train possède ses propres tarifs. - Le Petit Train circule tous les jours du 17 juin au 30 septembre pour l'année 2023.                                                                                                   |                                       |                                                 |                                                            |                                                         |                                               |                                          |                                       |                                       |
| PETIT TRAIN        | Dernière actualisation : — |                                       |                                                 |                                                            |                                                         |                                               |                                          |                                       |                                       |
| TAD                | Carcassonne Agglo ⥋ Carcassonne Agglo | Carcassonne Agglo ⥋ Carcassonne Agglo | Carcassonne Agglo ⥋ Carcassonne Agglo           | Carcassonne Agglo ⥋ Carcassonne Agglo                      | Carcassonne Agglo ⥋ Carcassonne Agglo                   | Carcassonne Agglo ⥋ Carcassonne Agglo         | Carcassonne Agglo ⥋ Carcassonne Agglo    | Carcassonne Agglo ⥋ Carcassonne Agglo | Carcassonne Agglo ⥋ Carcassonne Agglo |
| TAD                | Ouverture / Fermeture — / — | Longueur —                            | Durée —                                         | Nb. d’arrêts —                                             | Matériel Mercedes Sprinter City                         | Jours de fonctionnement Ma, Me, S             | Jour / Soir / Nuit / Fêtes O / N / N / N | Voy. / an —                           | Exploitant RTCA                       |
| TAD                | Desserte : Carcassonne Agglo |                                       |                                                 |                                                            |                                                         |                                               |                                          |                                       |                                       |
| TAD                | Autre : Service sous réservation - Réservation obligatoire au minimum la veille du déplacement avant 17h. |                                       |                                                 |                                                            |                                                         |                                               |                                          |                                       |                                       |
| TAD                | Dernière actualisation : — |                                       |                                                 |                                                            |                                                         |                                               |                                          |                                       |                                       |
| HANDI'BUS          | CARCASSONNE AGGLO ⥋ CARCASSONNE AGGLO | CARCASSONNE AGGLO ⥋ CARCASSONNE AGGLO | CARCASSONNE AGGLO ⥋ CARCASSONNE AGGLO           | CARCASSONNE AGGLO ⥋ CARCASSONNE AGGLO                      | CARCASSONNE AGGLO ⥋ CARCASSONNE AGGLO                   | CARCASSONNE AGGLO ⥋ CARCASSONNE AGGLO         | CARCASSONNE AGGLO ⥋ CARCASSONNE AGGLO    | CARCASSONNE AGGLO ⥋ CARCASSONNE AGGLO | CARCASSONNE AGGLO ⥋ CARCASSONNE AGGLO |
| HANDI'BUS          | Ouverture / Fermeture — / — | Longueur —                            | Durée —                                         | Nb. d’arrêts —                                             | Matériel Mercedes Sprinter Mobility ou Renault Master   | Jours de fonctionnement L, Ma, Me, J, V, S    | Jour / Soir / Nuit / Fêtes O / N / N / N | Voy. / an —                           | Exploitant RTCA                       |
| HANDI'BUS          | Desserte : Carcassonne Agglo |                                       |                                                 |                                                            |                                                         |                                               |                                          |                                       |                                       |
| HANDI'BUS          | Autre : Ce service complète le réseau de la RTCA en mettant à la disposition du handicap un véhicule adapté. |                                       |                                                 |                                                            |                                                         |                                               |                                          |                                       |                                       |
| HANDI'BUS          | Dernière actualisation : — |                                       |                                                 |                                                            |                                                         |                                               |                                          |                                       |                                       |

## Parc de véhicules
En septembre 2024, le parc d'autobus du réseau RTCA est composé de 52 véhicules dont 3 bus articulés, 25 bus standards, 6 midibus, 10 minibus et 8 Autocars. Au sein de cette flotte, 3 bus fonctionnent à l'électrique, les autres véhicules sont équipés de hybride Diesel-électrique et les autres véhicules sont équipés de moteurs Diesel.

### Bus articulés
| Constructeur | Modèle | Nombre | Numéros de parc | Période de mise en service | Affectation | Observation |
| ------------ | ------ | ------ | --------------- | -------------------------- | ----------- | ----------- |
| Heuliez Bus  | GX 427 | 3      | 1, 21, 24       | Octobre 2008               | 2           | –           |

### Bus standards

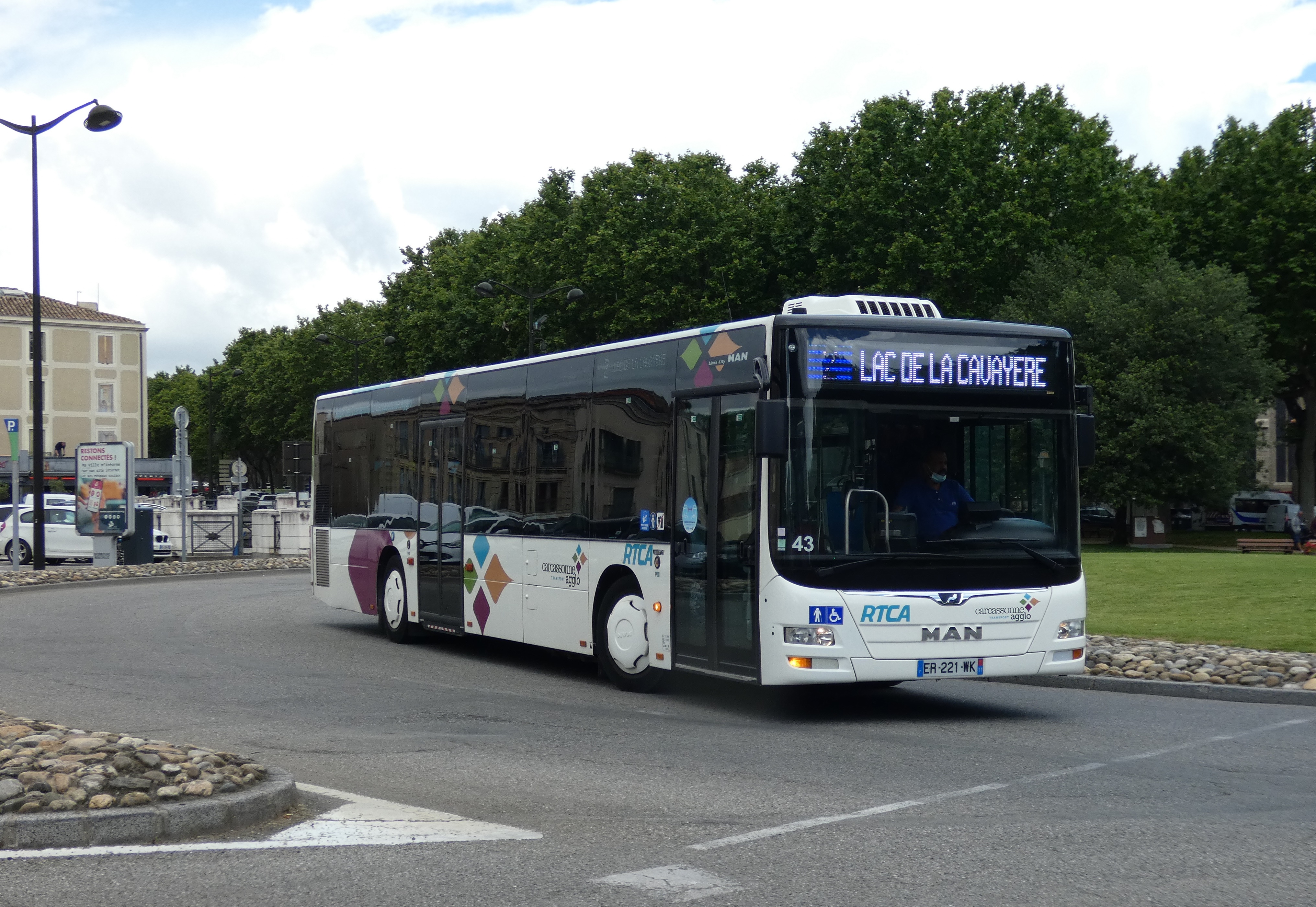
Man Lion's City A21 n°43 de la RTCA sur la Ligne 2 à devant le Portail des Jacobins.

| Constructeur  | Modèle                          | Nombre | Numéros de parc          | Période de mise en service        | Affectation                  | Observation |
| ------------- | ------------------------------- | ------ | ------------------------ | --------------------------------- | ---------------------------- | ----------- |
| Heuliez Bus   | GX 317                          | 3      | 19, 22-23                | Entre mars 2001 et mars 2005      | 1, 2, 3, 4, 5, 6, DIM1, DIM2 | –           |
| Heuliez Bus   | GX 337                          | 2      | 9-10                     | Juillet 2016                      | 1, 2, 3, 4, 5, 6, DIM1, DIM2 | –           |
| MAN           | Lion's City A21                 | 6      | 40-45                    | Entre avril 2007 et novembre 2017 | 1, 2, 3, 4, 5, 6, DIM1, DIM2 | –           |
| MAN           | Lion's City A37                 | 9      | 3-5, 26-27, 29-30, 33-34 | Entre juin 2008 à octobre 2011    | 1, 2, 3, 4, 5, 6, DIM1, DIM2 | –           |
| MAN           | Lion's City 12 Efficient Hybrid | 2      | 14-15                    | Août 2022                         | 1, 2, 3, 4, 5, 6, DIM1, DIM2 | –           |
| Mercedes-Benz | Citaro C2                       | 3      | 37-39                    | Entre avril 2015 et décembre 2015 | 1, 2, 3, 4, 5, 6, DIM1, DIM2 | –           |

### Midibus

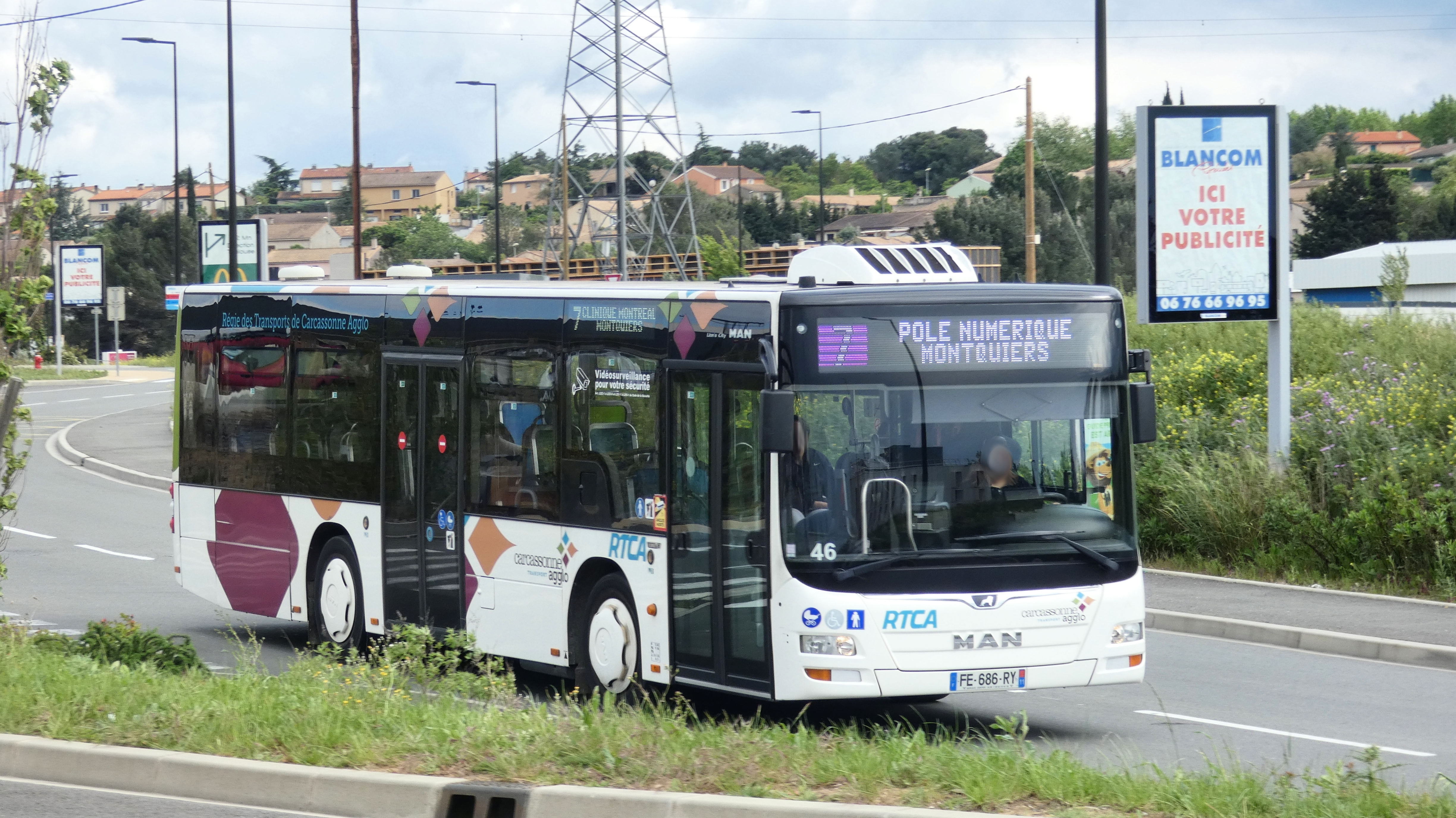
MAN Lion's City n°46 de la RTCA sur la ligne 7 à proximité du centre commercial Rocadest à Carcassonne

| Constructeur  | Modèle            | Nombre | Numéros de parc | Période de mise en service | Affectation | Observation |
| ------------- | ----------------- | ------ | --------------- | -------------------------- | ----------- | ----------- |
| Karsan        | Atak              | 1      | 8               | Juillet 2019               | 3, 7        | –           |
| Heuliez Bus   | GX 117            | 1      | 11              | Avril 2004                 | 3, 7        | –           |
| MAN           | Lion's City M A47 | 3      | 46-48           | Mars 2019                  | 3, 7        | –           |
| Mercedes-Benz | Citaro K C2       | 1      | 12              | Octobre 2014               | 3, 7        | –           |

### Minibus

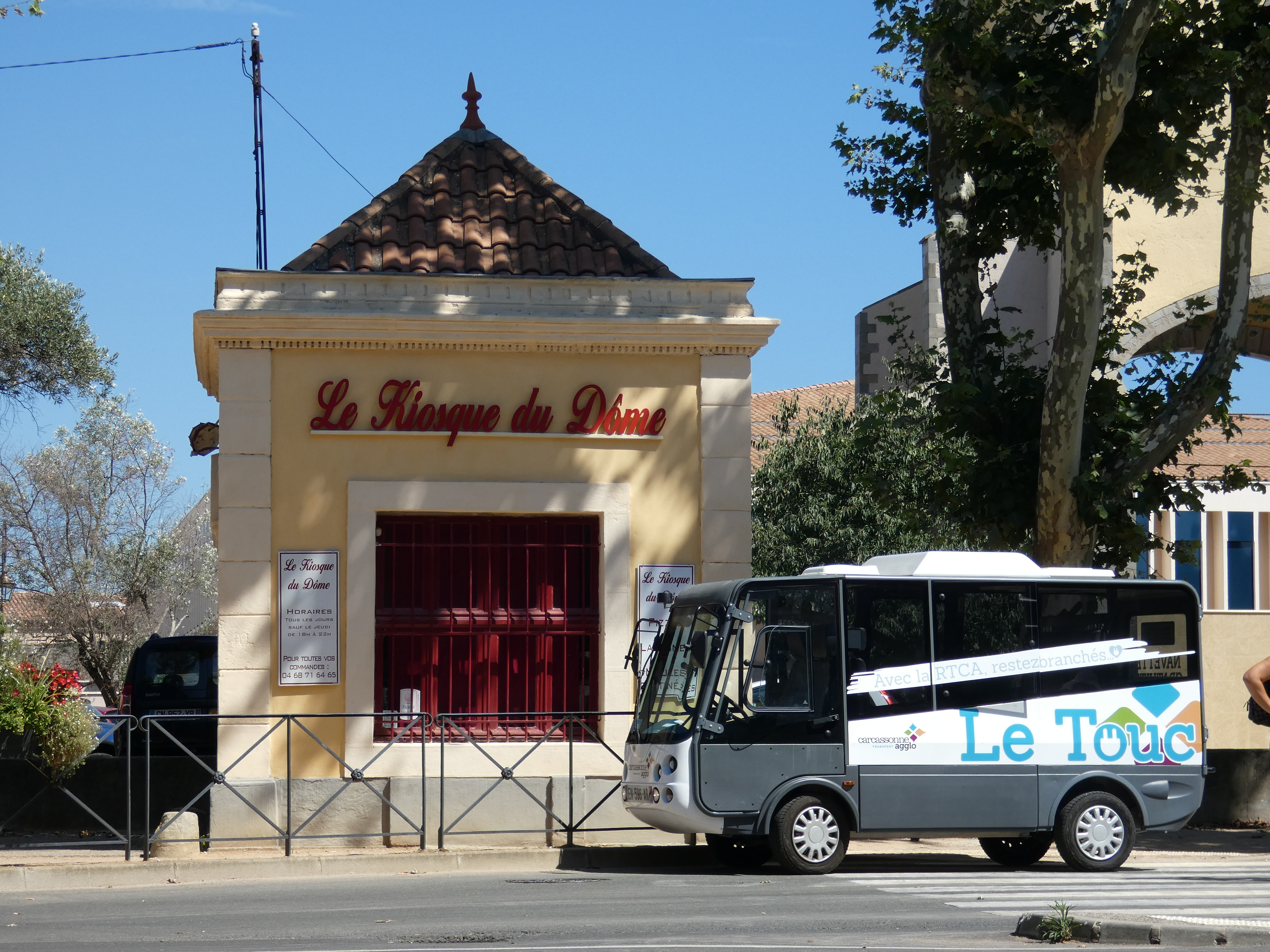
Esagono Energia Grifo n°71 de la RTCA sur la Ligne TOUC à l'arrêt "Le Dôme".

| Constructeur    | Modèle               | Nombre | Numéros de parc | Période de mise en service  | Affectation | Observation |
| --------------- | -------------------- | ------ | --------------- | --------------------------- | ----------- | ----------- |
| Esagono Energia | Grifo                | 3      | 71-73           | Entre juin 2016 à juin 2018 | TOUC        | –           |
| Mercedes-Benz   | Sprinter City 35     | 2      | 6, 18           | Novembre 2013               | 8           | –           |
| Mercedes-Benz   | Sprinter City 77     | 1      | 7               | Décembre 2014               | 8           | –           |
| Mercedes-Benz   | Sprinter Mobility 23 | 2      | 35-36           | Juin 2014                   | TAD         | –           |
| Vehixel         | Cytios 4/39          | 2      | 2, 20           | Juin 2010                   | 8           | –           |

### Autocars

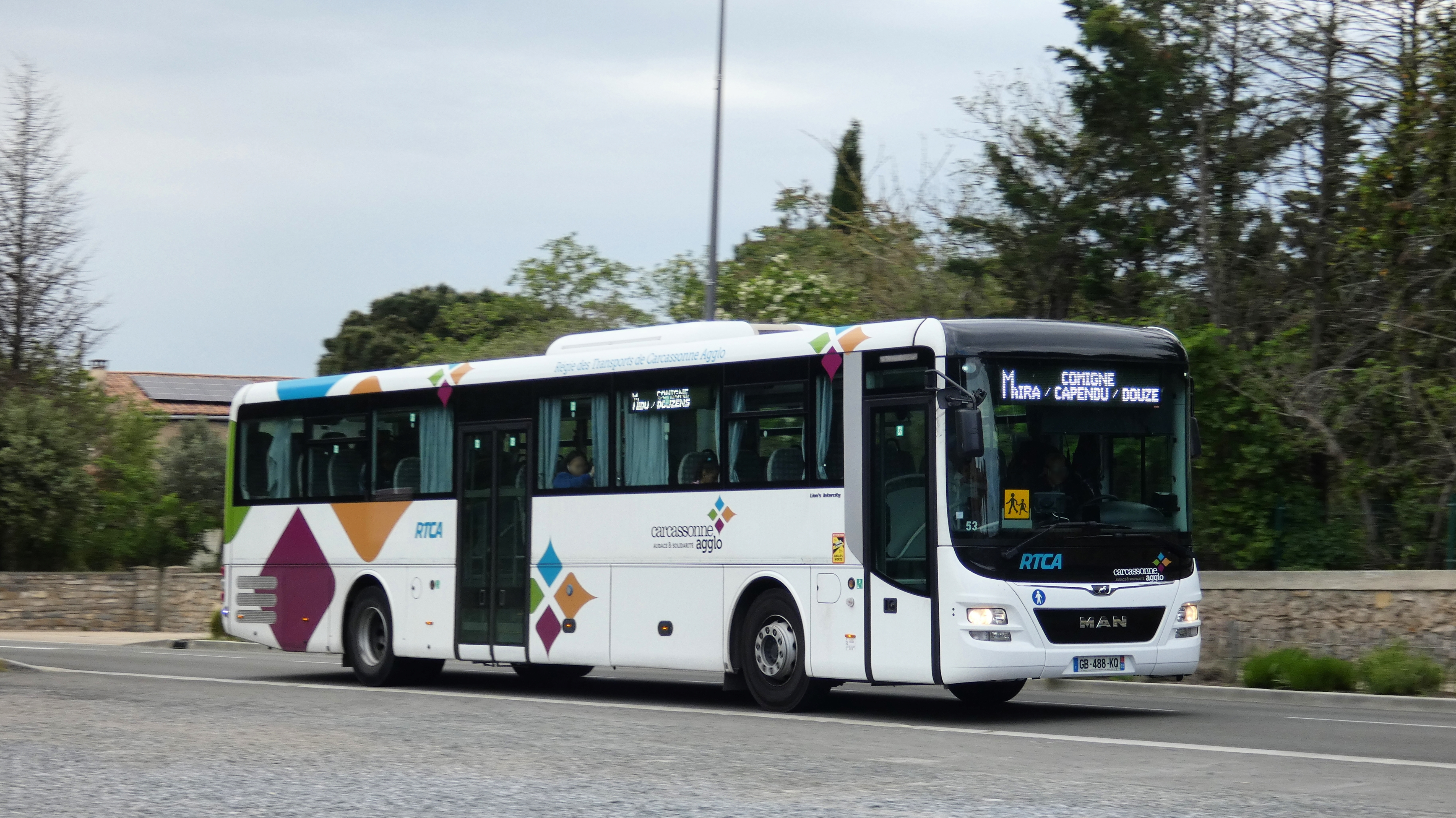
MAN Lion's Intercity n°53 de la RTCA sur la ligne M arrivant à Capendu.

| Constructeur  | Modèle                 | Nombre | Numéros de parc           | Période de mise en service        | Affectation                                                | Observation |
| ------------- | ---------------------- | ------ | ------------------------- | --------------------------------- | ---------------------------------------------------------- | ----------- |
| Irisbus       | Axer                   | 1      | 51                        | Septembre 2006                    | 3, M                                                       | –           |
| Iveco Bus     | Crossway Line          | 2      | 2 inconnus                | Entre septembre 2016 et août 2022 | A, B, C, D, F, H, I, J, K, L                               | –           |
| Iveco Bus     | Crossway Pop           | 1      | 261                       | Mai 2017                          | A, B, C, D, F, H, I, J, K, L                               | –           |
| MAN           | Lion's Intercity C R62 | 5      | 52, 53, 55, 56 +1 inconnu | Octobre 2016                      | 3, A, B, C, D, E, F, G, H, I, J, K, L, M, Navette Aéroport | –           |
| TEMSA         | LD 12 SB Plus          | 1      | 57                        | Octobre 2016                      | 3, M, Navette Aéroport                                     | –           |
| Mercedes-Benz | Intouro II             | 1      | 54                        | Août 2017                         | Navette Aéroport                                           | –           |

### Dépôts
- Le dépôt de RTCA est situé dans la principauté, au 10-9 Rue Nicolas Copernic, 11000 Carcassonne / 10 Av. Georges Guille, 11000 Carcassonne
- Le dépôt de Cars Vidal est situé dans la principauté, au 8 Av. de la Malepère, 11150 Bram
- Le dépôt de Keolis Aude est situé dans la principauté, au 16 Av. de Pech Loubat, 11100 Narbonne
- L'agence commerciale se situe 12 boulevard Camille Pelletan, en centre-ville de Carcassonne.